# Lophura edwardsi

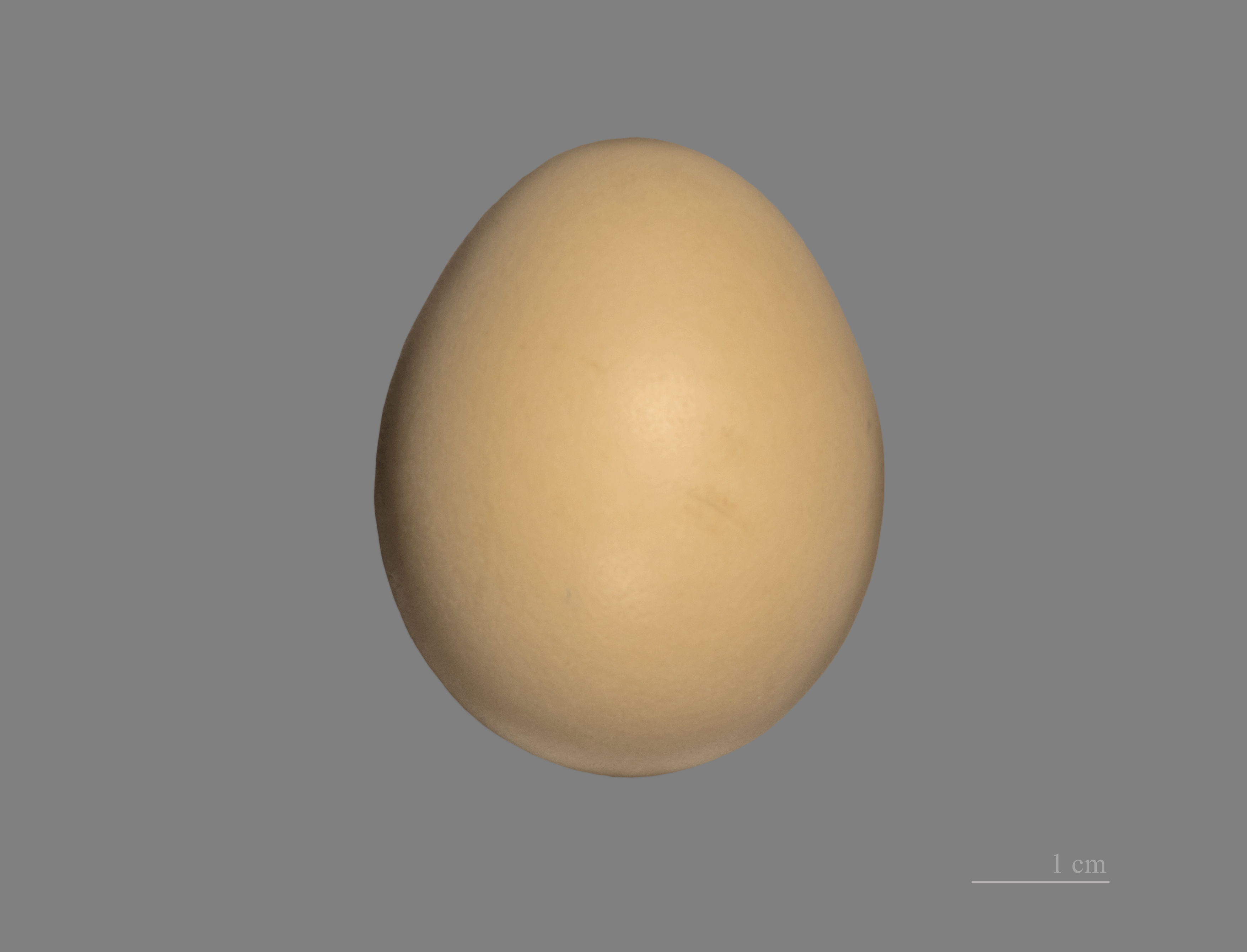
Huevo de Lophura edwardsi

El faisán de Vietnam o faisán de Edwards (Lophura edwardsi) es una especie de ave galliforme de la familia Phasianidae en peligro de extinción, pues solo habita en las selvas de ciertas zonas de Vietnam.

## Características
Mide entre 58 y 67 cm de longitud, las patas son rosadas y la piel de la cara roja. El plumaje del macho es azul negruzco con cresta blanca; el de la hembra es castaño a pardo. El llamado de alarma es puk-puk-puk. No se conocen subespecies.

## Especies
Desde el año 2012 ambas subespecies fueron reagrupadas en una única especie, el Faisán de Vietnam. Antes del año 2012 se reconocían las siguientes subespecies:
- Lophura edwardsi edwarsi - Faisán Edwards -.[4] Descrita en el año 1896 por Oustalet
- Lophura edwardsi hatinhensis - Faisán vietnamita,[3] Descrita en el año 1965 por Vo Quy & Do Ngoc Quang,

### Historia
- 1896 - Se describió la especie por Oustalet
- 1920- Jean Delacour envió 28 ejemplares a Europa con lo que se formó la primera población captiva de esta especie fuera de Asia.
- 1964 - Se describe la subespecie faisán vietnamita (Lophura hatinhensis) por Vo Quy & Do Ngoc Quang
- 1994 - Se enviaron 5 parejas al zoo de Hanói por la WPA
- 1996 - Se encuentran algunas poblaciones de faisán Edwards en Vietnam
- 1997 - Un macho de faisán Edwards de comercio ilegal fue dcomcisado y enviado al zoo de Hanói para ayudar a la población captiva con material genético salvaje.
- 1999 - Último registro de ejemplares en libertad de faisán vietnamita (cola blanca)
- 2000 - Último registro de ejemplares en libertad de faisán Edwards (var. nominal)
- 2012 - Se reconoce a Lophura Edwarsi y a Lophura e. hatinhensis como la misma especie.
- 2015 - Primer Edwards (faisán de Vietnam desde entonces) "Conservation Strategy and action plan"[5]
- 2018 - Primer centro de cría en Vietnam
- 2023 - Nacen en Fuengirola 2 polluelos de faisán de Edwards[6]
- 2030 - ¿Primer faisán de Vietnam liberado en la naturaleza?

## Población
En situación crítica desde el año 2014. e incluso posiblemente extinta en la naturaleza.

### Acciones de conservación propuestas[8]
Censos actuales, incluyendo los de la WPA, no encontraron evidencia clara de la existencia de ejemplares durante más de una década. Sin embargo, quedan unos 1000 ejemplares puros en cautiverio localizados en parques zoológicos y miembros de WPA por lo que se pide que los libros genealógicos ( ESB y EEP) cuiden las aves con ascendencia conocida y utilicen el trabajo de ADN ya que ayuda a dirigir el programa de cría con éxito.
- Fomentar la protección y gestión de los sitios clave conocidos para los faisanes de Edwards, que son (de norte a sur) Ke Go - Khe Net, Khe Nuoc Trong - Bac Huong Hoa y Dakrong - Phong Dien;
- Desarrollar un programa de mejoramiento de conservación para la investigación científica y la preparación de una población para refuerzo o reintroducción cuando sea necesario;
- Mejorar la gestión de la población cautiva;
- Llevar a cabo más censos en busca de la población salvaje restante del faisán de Edwards, si la hay;
- Mejorar el conocimiento sobre su ecología básica, los requisitos del hábitat y la distribución, en relación con el programa de reproducción de conservación anterior;
- Realizar estudios de viabilidad sobre la necesidad, preparación del sitio y disponibilidad de aves adecuadas para refuerzo o reintroducción (para 2030);
- Coordinar y movilizar recursos para la implementación del plan de acción.

## Distribución y Hábitat
Es endémica del centro de Vietnam. Habita en bosques de montaña extremadamente húmedos de hasta 600 m, lo que favorece la maleza espesa y las lianas. Sin embargo, todas los ejemplares observados se encontraban en las tierras bajas de nivel forestal, y no hay evidencia de que pueda vivir por encima de los 300 m. Es más abundante en áreas con sotobosque espeso y laderas cubiertas de lianas. Los registros en la década de 1990 provienen de áreas de tierras bajas que han sido taladas selectivamente
No hubo registros confirmados entre 1930 y 1996, pero entre 1964 y 1995, hubo al menos 31 individuos registrados en las provincias de Ke Go y Khe Net, Ha Tinh y Quang Binh.
En 1996, se observó un L.edwardsi típico cerca de la comuna de Phong My, Thua Thien Hue, y la comuna de Huong Hiep, Quang Tri. Desde entonces, se registraron varios otros individuos en Quang Tri y Thua Thien Hue hasta el último en 2000.
En 2009, se registró una posible hembra cerca de Hai Van Pass, pero existen dudas sobre la identificación
En 2011, las encuestas dedicadas a la captura de cámaras de la especie en dos sitios relativamente tranquilos, el Bosque de Protección de la Cuenca de Khe Nuoc Trong, Quang Binh y la Reserva Natural de Dakrong, Quang Tri no pudieron registrar la especie.
La aparición de aves que muestran características endogámicas desde la década de 1960, y la falta de registros recientes es una indicativo de que las poblaciones restantes son extremadamente pequeñas, fragmentadas y en declive.
La población cautiva del faisán de Edwards es altamente endogámica, y ocasionalmente produce individuos identificables fenotípicamente como faisán vietnamita. Esto sugiere que la presencia de ejemplares en la naturaleza indica endogamia severa como resultado del aislamiento de pequeñas subpoblaciones.

## Amenazas
Su área de distribución histórica ahora está completamente despojada de bosques primarios a través de una combinación de pulverización de herbicidas durante la guerra de Vietnam, la tala y la tala para la agricultura. Las últimas áreas forestales que se sabe que apoyan a la especie están sujetas a la continua degradación de los leñadores. Los pequeños parches de bosques muy húmedos incrustados en una matriz de bosques inadecuados solo pueden mantener sus altos valores de humedad cuando grandes áreas de bosques permanecen intactas. La fragmentación de los bosques en las colinas sobre la llanura costera ahora deforestada ha sido más intensa que la pérdida de bosques, pero es probable que haya causado un secado general del bosque que podría haber hecho que los parches de bosque anteriormente adecuados no fueran adecuados.
Si bien la especie se ha registrado en hábitats degradados, no está claro si la especie puede persistir en tales condiciones a largo plazo. La presión de caza de varios recolectores de productos forestales representa una amenaza importante y la especie puede verse afectada por la caza indiscriminada. Aunque los galliformes pueden soportar niveles extremadamente altos de atrapamiento, pueden eliminarse localmente. Debido a que la captura es indiscriminada y está dirigida a especies más resistentes de aves que habitan en el suelo, como el gallo rojo (Gallus gallus), aún continúa cuando el número de otras especies, como el faisán de Edwards, se reduce drásticamente. Mediante este mecanismo, las poblaciones pueden quedar atrapadas en la extinción local